# Yurihonjō
Yurihonjō (jap. 由利本荘市 Yurihonjō-shi) – miasto w północnej Japonii, na wyspie Honsiu. Znajduje się w prefekturze Akita. Ma powierzchnię 1 209,59 km². W 2020 r. mieszkało w nim 74 707 osób, w 28 251 gospodarstwach domowych  (w 2010 r. 85 229 osób, w 28 573 gospodarstwach domowych) .

## Geografia

Yurihonjō w prefekturze Akita

Miasto położone jest w południowo-zachodniej części prefektury, nad brzegiem Morza Japońskiego, nad rzeką Koyoshi-gawa. Zajmuje powierzchnię 1 209,59 km², co stanowi 10,4% powierzchni prefektury. Około 2% miasta pokrywają lasy.
Yurihonjō skomunikowane jest dwiema liniami kolejowymi: Uetsu-honsen i Chōkai Sanroku-sen.

## Demografia
Liczbę ludności na 2013 rok szacowano na 82 004 osób. W 2005 roku znajdowało się tu 28 564 gospodarstw domowych.
| 1995   | 2000   | 2005   | 2010   | 2015   | 2020   |
| ------ | ------ | ------ | ------ | ------ | ------ |
| 94 410 | 92 843 | 89 555 | 85 229 | 79 927 | 74 707 |